# Bernabe Buscayno
Bernabe Buscayno (Capas, 1943) is een voormalig Filipijns communist en rebellenleider. Hij was de leider van de Hukbong Magpapalaya ng Bayan, de militaire tak van de (oude) communistische partij. In 1969 richtte hij na een ontmoeting van Jose Maria Sison de leider van de (nieuwe) communistische partij van de Filipijnen (CCP), de New People's Army op. In 1976 werd hij gearresteerd en bijna tien jaar lang zat hij gevangen tijdens het regime van Ferdinand Marcos. Na de EDSA-revolutie in 1986 werd hij door de nieuwe president Corazon Aquino samen met enkele honderden andere politieke gevangenen vrijgelaten. Sindsdien is hij weer boer in zijn geboorteprovincie Tarlac en zet hij zich op een vreedzame wijze in voor de belangen van de arme plattelandsbevolking.

## Biografie
Halverwege de jaren zeventig werd Buscayno gearresteerd en gevangengezet tijdens het regime van Ferdinand Marcos. Een kleine tien jaar later, toen de EDSA-revolutie leidde tot de vlucht van president Marcos, werden enkele honderden politieke gevangenen vrijgelaten door de nieuwe regering onder leiding van Corazon Aquino. Een jaar na zijn vrijlating richtte Buscayno samen met enkele andere linkse leiders de partij Partido ng Bayan (PnB) op en deed mee aan de verkiezingen van 1987.
Op 9 juni 1987 ontsnapte Buscayno bij een aanslag aan de dood, toen twee mannen het vuur openden op de auto waarin hij en enkele anderen zaten. Twee van de inzittenden kwamen om. Buscayno raakte wel gewond, maar overleefde de aanslag. In deze periode kwamen bij een reeks van aanslagen, diverse andere linkse leiders, zoals Lean Alejandro en Rolando Olalia, om het leven.
Na deze aanslag trok Buscayno naar Capas in zijn geboorteprovincie Tarlac om zich daar te vestigen als boer. In 1988 richtte Buscayno de People's Livelihood Foundation-Tarlac Integrated Livelihood Cooperative (PILF-TILCO) op. Deze coöperatie had tot doel om een einde te maken aan de armoede onder de plattelandsbevolking. Omdat deze arme mensen op het platteland het hart vormden van de gewapende New People's Army, deed de regering Aquino alles om de coöperatie te steunen. Hoewel de start veelbelovend was, kwam er door mismanagement met daarbovenop de enorme economische impact van de uitbarsting van de Pinatubo van 1991, in 1994 een einde aan de coöperatie.
In 2000 richtte Buscayno de Tarlac Integrated Agricultural Modernization Cooperative (TIAMC) op. Deze coöperatie zet zich in voor de mechanisering en modernisering van het landbouwwerk in de Filipijnen.